# The Ladies Man - L'idolo delle donne
The Ladies Man - L'idolo delle donne (The Ladies Man) è un film del 2000 diretto da Reginald Hudlin e cosceneggiato da  Tim Meadows.
Lo stadio di baseball è l'U.S. Cellular Field di Chicago. Piccolo ruolo anche per il regista Reginald Hudlin.

## Trama
Leon Phelps, soprannominato il "Don Giovanni", è un personaggio di Saturday Night Live interpretato negli anni '90 da Tim Meadows. Lo sketch concepiva un fittizio programma televisivo in cui Phelps, un giovane uomo afroamericano elegante e sicuro di sé, offriva dubbi consigli romantici e suggerimenti per l'arte dell'amore, per quanto discutibili. Egli dichiarava apertamente di poter corteggiare qualsiasi donna, anche quelle ritenute trasgressive, a patto che non superassero le 250 libbre. Le serate di passione ruotavano tipicamente attorno a una bottiglia di Courvoisier.
Dopo aver esagerato in diretta, Leon venne licenziato, ma ricevette una misteriosa nota da una sua ex fiamma, decisa a riaccoglierlo e pronta a sostenerlo in grande stile. L'offerta sembrava allettante, ma poiché la nota non era firmata, Leon si trovò costretto a percorrere il sentiero dei suoi numerosi amori passati per individuare quella che gli aveva fatto quella proposta. Nel frattempo, un gruppo segreto conosciuto come Victims of the Smiling Ass (V.S.A.)—composto da mariti e fidanzati feriti dai tradimenti subiti per mano di Leon—lo aveva preso di mira e ora lo inseguiva senza sosta, desideroso di vendicarsi.

## Distribuzione
Distribuito nei cinema italiani nell'agosto 2001, il film porta sul grande schermo il personaggio di Leon Phelps, che ha reso popolare l'attore Tim Meadows nella trasmissione televisiva Saturday Night Live.

## Accoglienza

### Box office
Il film ha debuttato al quarto posto al botteghino nordamericano, incassando 5,4 milioni di dollari nel weekend d'apertura.

### Critica
The Ladies Man è stato aspramente criticato dalla stampa. Rotten Tomatoes attribuisce al film un punteggio dell'11% basato sulle recensioni di 73 critici, con una valutazione media di 3,2/10. Il consenso critico recita: "The Ladies Man si aggiunge alla lunga lista di film mediocri ispirati agli sketch di SNL. Non ha abbastanza materiale per sostenere la durata del film." Metacritic, che utilizza una media ponderata, ha assegnato al film un punteggio di 22 su 100, basato sulle opinioni di 23 critici, indicando recensioni "generalmente sfavorevoli". Roger Ebert ha conferito al film 1 stella su un massimo di 4, commentando: "Il personaggio, con i suoi abiti da discoteca e il suo afro gigante, è divertente in TV—ma anche la maggior parte dei personaggi ricorrenti di SNL lo sono; ed è per questo che lo show li ricicla. In versione cinematografica, Leon perde il suo fascino ottimistico e trascina una trama a formula sciocca che non lo comprende."